# Dawan Kaler
Dawan Kaler is een bestuurslaag in het regentschap Klungkung van de provincie Bali, Indonesië. Dawan Kaler telt 1952 inwoners (volkstelling 2010).